# Buraco negro de Reissner-Nordström
Um buraco negro de Reissner-Nordstrøm é um buraco negro estático, com simetria esférica e com carga elétrica, o qual é definido por dois parâmetros: a massa M e a carga elétrica Q. Sua solução foi obtida, de forma independente, em 1916 e 1918 pelo matemático Hans Reissner e pelo físico teórico Gunnar Nordström às equações de campo da relatividade em torno de um objeto massivo eletricamente carregado e carente de momento angular.

## Descrição geométrica
O buraco negro de Reissner-Nordstrøm é uma região isotrópica que é delimitada por duas superfícies assim definíveis: uma externa chamada horizonte de eventos, e outro interno chamado horizonte de Cauchy. Estes espaços formam uma esfera perfeita, devido à carência de momento angular, em cujo centro se encontra uma singularidade espaço-temporal simples, em diferença ao caso mais geral de um buraco negro de Kerr-Newman que pode apresentar singularidades na forma de anel.
A fórmula que determina a distância desta com respeito ao respectivas horizontes depende unicamente da massa e a carga do buraco, em unidades do sistema internacional:
{\displaystyle r=r_{\pm }={\frac {G}{c^{2}}}\left(M\pm {\sqrt {M^{2}-{\frac {Q^{2}}{4\pi \epsilon _{0}c^{2}}}}}\right)} [1]
Onde r é a distância de cada horizonte, M é a massa, Q é a carga elétrica e o signo determina o horizonte em questão, sendo o valor positivo {\displaystyle (r_{+})} para o horizonte externo e o negativo {\displaystyle (r_{-})} para o horizonte de Cauchy.

### Relação ao parâmetro de carga Q e a massa M
Os valores que tomam a carga elétrica e a massa são muito importantes na anatomia de um buraco negro de Reissner-Nordstrøm, devido a que é sua relação a que determina o limite concreto entre seus horizontes. Existem basicamente trâs relações:
- {\displaystyle M>|Q/2c{\sqrt {\pi \epsilon _{0}}}|} ou, como é usual, {\displaystyle |Q/2{\sqrt {\pi \epsilon _{0}}}c^{2}|<<M}: se parece muito ao caso do buraco negro de Schwarzschild mas com dois horizontes a uma distância razoável um do outro.
- {\displaystyle M=|Q/2c{\sqrt {\pi \epsilon _{0}}}|}: para este caso os horizontes se fundem, formando um horizonte contínuo que rodeia à singularidade.
- {\displaystyle M<|Q/2c{\sqrt {\pi \epsilon _{0}}}|}: se supõe que este caso não existe na natureza, devido a que não é comum que a carga elétrica total, dividida pelo fator do denominador, supere a massa total de um corpo, pois com isto os horizontes se anulam deixando visível a singularidade.

Além disso, existe a chamada hipótese da censura cósmica, proposta pelo matemático Roger Penrose em 1965, que não permite a existência de singularidades nuas no universo.

## Trajetórias de partículas
Uma forma de estudar as caracerísticas desse espaço-tempo é analisando as geodésicas e as trajetórias de partículas carregadas em sua vizinhança. Neste caso, não só a gravidade contribui  para o encurvamento das trajetórias como também a força de Lorentz, cuja natureza atrativa ou repulsiva dependerá do sinal das cargas do buraco negro e da partícula-teste. As partículas carregadas interagem gravitacional e eletricamente com o buraco negro carregado. 
A dinâmica das partículas-teste nesse espaço-tempo pode ser derivada da seguinte lagrangiana:
{\displaystyle L=-m{\sqrt {g_{\alpha \beta }{\frac {dx^{\alpha }}{d\lambda }}{\frac {dx^{\beta }}{d\lambda }}}}+qA_{\sigma }{\frac {dx^{\sigma }}{d\lambda }},}
onde {\displaystyle m} e {\displaystyle q} são a massa e a carga da partícula-teste, {\displaystyle A_{\sigma }=(Q/r,0,0,0)} é o potencial vetor e {\displaystyle \lambda } é um parâmetro afim.
As quantidades conservadas ao longo do movimento são dadas por:
{\displaystyle p_{t}=f(r){\dot {t}}+{\frac {qQ}{mr}}\equiv {\frac {E}{m}},}
{\displaystyle p_{\phi }=-r^{2}\sin ^{2}\theta {\dot {\phi }}\equiv -{\frac {l}{m}}.}
As trajetórias são trajetórias planares de forma que pode-se restringir ao plano equatorial {\displaystyle (\theta =\pi /2)}. A equação de movimento geral é então dada por:
{\displaystyle {\dot {r}}^{2}+f(r)\left(\epsilon +{\frac {l^{2}}{m^{2}r^{2}}}\right)=\left({\frac {E}{m}}-{\frac {qQ}{mr}}\right)^{2},}
onde {\displaystyle \epsilon }{\displaystyle =0,1} para trajetórias nulas ou tipo-tempo, respectivamente. Na figura, é mostrado um exemplo de órbita ligada de uma partícula carregada com carga de mesmo sinal da do buraco negro. 

## Desenvolvimentos
São identificadas as características a serem observáveis de tais corpos celestes e calculados seus possíveis espectros pela busca de uma quantização de tal fenômeno, assim como o uso de técnicas Hamiltonianas.
Teorizações sobre o processo de tunelamento de uma partícula próxima a um horizonte de buraco negro e sua relação com a radiação Hawking, com considerações de que se tal partícula com momento angular tunela pelo horizonte de eventos de um buraco negro de Reissner-Nordstrom, este buraco negro se transformaria num buraco negro de Kerr-Newman.
Trata-se também do comportamento de férmions carregados, sua dispersão, por buracos negros de Reissner-Nordström fortemente magnéticos.